# Guillermo Soto
Guillermo Tomás Soto Arredondo (ur. 19 stycznia 1994 w Santiago) – chilijski piłkarz występujący na pozycji prawego obrońcy, reprezentant Chile, od 2022 roku zawodnik argentyńskiego Huracánu.